# فوستر آند بارتنرز
فوستر آند بارتنرز أو فوستر وشركائه (بالإنجليزية: Foster + Partners)‏ استديو بريطاني عالمي للهندسة المعمارية، يقع مقره في مدينة لندن. يقوده مؤسسه ورئيسه نورمان فوستر، وقد شيد العديد من المباني الزجاجية والفولاذية.

## المشاريع الكبرى

### مخططات رئيسية
- مور لندن (مدينة برج لندن)، لندن، المملكة المتحدة (1998-2000)
- ميناء دويسبورغ الداخلي، ألمانيا (1991-2003)
- ساحة الطرف الأغر التجديد، لندن، المملكة المتحدة (1996-2003)
- Quartermile، إدنبرة، اسكتلندا (2001–)
- مدينة مصدر في أبو ظبي، الإمارات العربية المتحدة (2007–)
- غرب كولون المنطقة الثقافية، هونغ كونغ (2009)
- التايمز هاب، المملكة المتحدة (2011–)
- الساحة المركزية في كارديف، المملكة المتحدة (تحت الإنشاء)
- أطول ناطحة سحاب بالعالم -الرياض، المملكة العربية السعودية (2024 -تحت الإنشاء)[4]

### جسور
- جسر ميلو ، وهو أعلى جسر في العالم (2004)
- جسر Årsta الغربي، Årstabroarna, السويد (1994/2005)
- جسر الألفية في لندن (1998-2002)

### مشاريع حكومية
- تجديد مبنى الرايخستاغ ببرلين (1999)
- مبنى بلدية لندن (2002)
- مبنى المحكمة العليا الجديد، سنغافورة (2005)
- قصر السلام والمصالحة في أستانة، كازاخستان (أيلول / سبتمبر 2006)
- قاعة مدينة بوينس آيرس (المقر الجديد)، بوينس آيرس، الأرجنتين[5] (أبريل 2015)

### مشاريع ثقافية
- مركز سينسبري للفنون البصرية في جامعة إيست أنجليا في نورتش, المملكة المتحدة (1978)
- قاعة كلايد، جزء من المعرض الأسكتلندي ومجمع مركز المؤتمرات، غلاسكو (1997)
- ساكلر والمعارض الأكاديمية الملكية للفنون في لندن، المملكة المتحدة (1985-1991)
- سايج غيتسهيد، غيتسهيد، إنجلترا (1997-2004)

### الرياضة
- إعادة بناء ملعب ويمبلي (عام 2007)
- ملعب لوسيل المتميز، قطر (2010)
- برج روسيا (لم تنفذ)
- جزيرة كريستال (مشروع)
- مقر رمك (2020)[6][7]

### النقل
- مطار لندن ستانستد، المملكة المتحدة (1991)
- مترو بلباو، أسبانيا (1995) — خط 2 (2004)
- مطار هونغ كونغ الدولي, تشيك لاب كوك في هونغ كونغ (1998)
- محطة قطار كناري وارف, لندن، المملكة المتحدة (1999)
- محطة معرض MRT، سنغافورة (2001)
- دريسدن المحطة المركزية التجديد، ألمانيا (1997-2006)
- مطار العاصمة بكين الدولي (2008)
- مطار لندن هيثرو الوابة الشرقية (المتوقعة 2013)
- Spaceport America, نيو مكسيكو (2005-2013)
- أربعة محطات للسكك الحديدية لمشروع الحرمين للسكك الحديدية السريعة، المملكة العربية السعودية (المتوقع لعام 2015) [8]
- مطار الملكة علياء الدولي ، عمان، الأردن (2005-2013)

### مكاتب
- برج البنك التجاري في فرانكفورت, ألمانيا (1997)
- برج سويس ري، لندن، المملكة المتحدة (2004)
- برج هيرست، مدينة نيويورك (يونيو 2006)

### أعمال مختارة

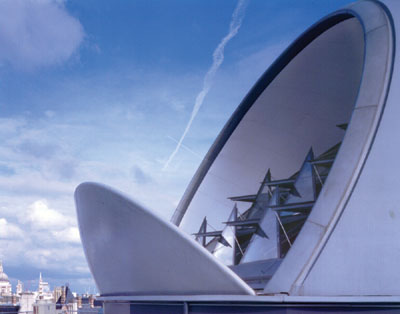
المكتبة البريطانية للعلوم السياسية والاقتصادية
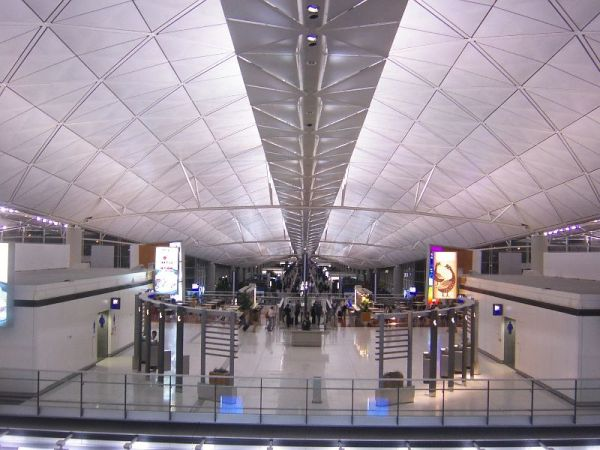
السقف الداخلي ذو الطابع المستقبلي لمطار هونغ كونغ الدولي
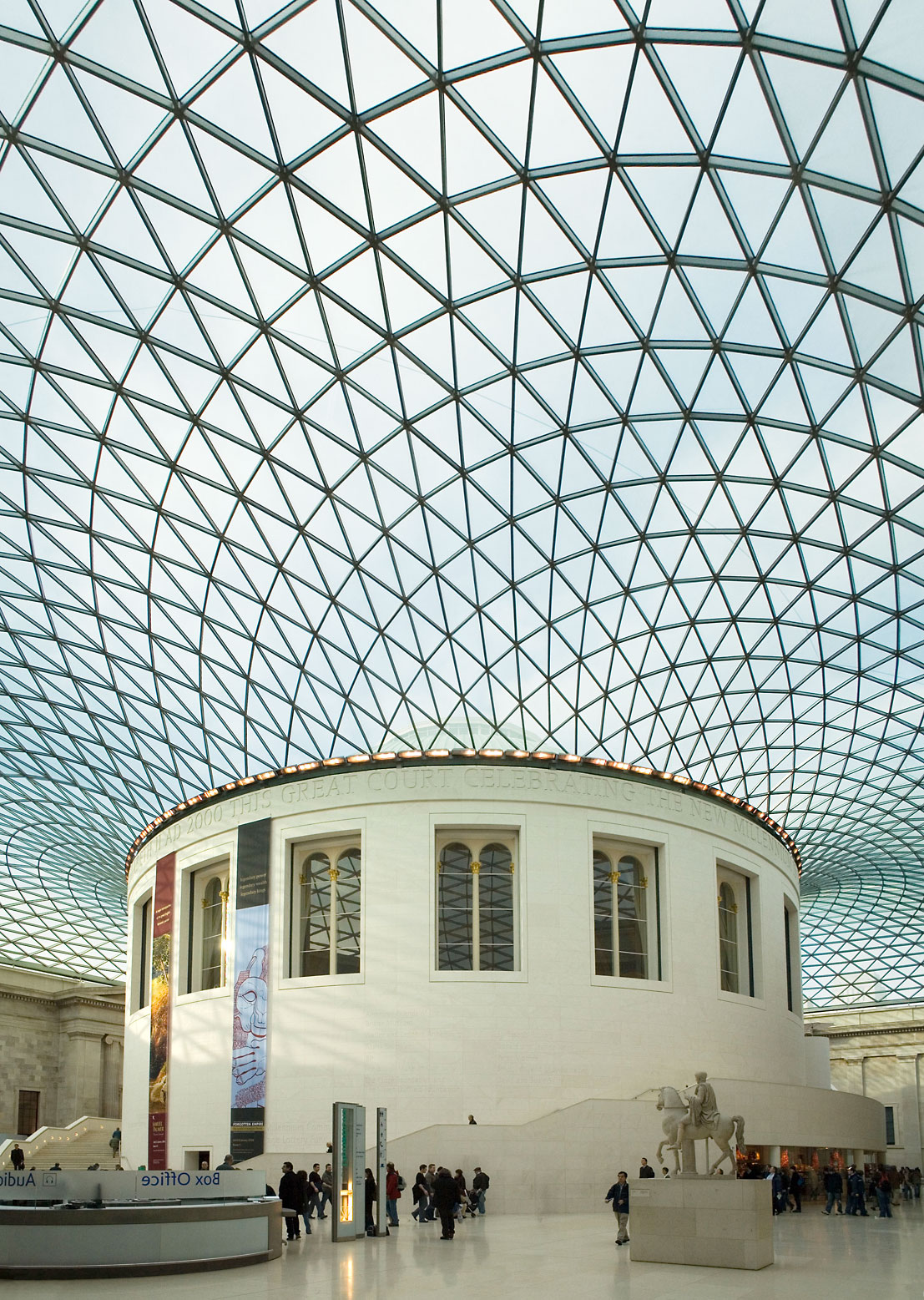
السقف الزجاجي الفسيفسائي لGreat Court  [لغات أخرى]‏ في المتحف البريطاني.
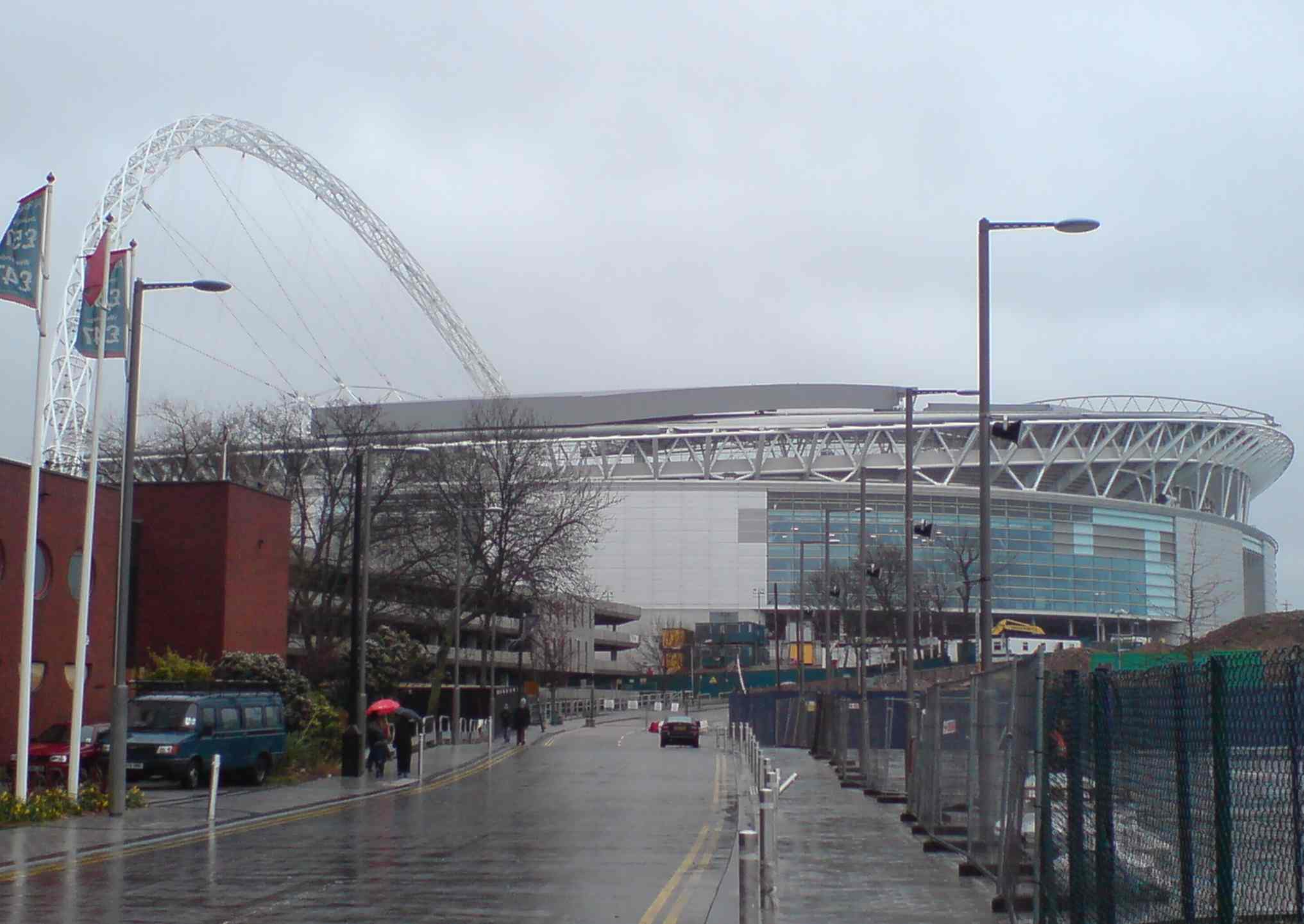
ملعب ويمبلي الجديد بلندن: يعد ربما أحد أكثر المشاريع إثارةً للجدل[9] التي اشتركت فيها «فوستر آند بارتنرز».
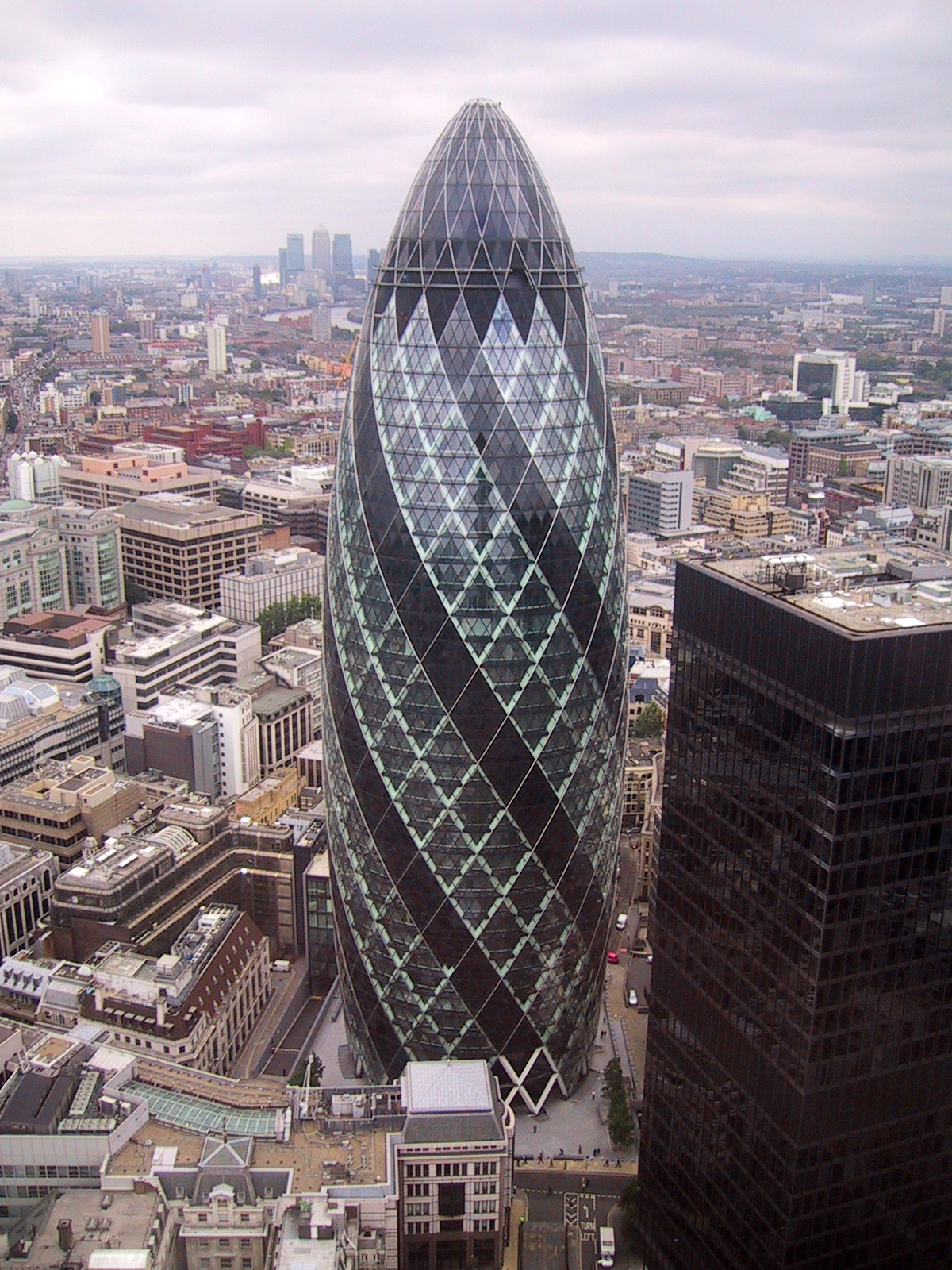
برج سويس ري وهو أحد أكثر أبنية لندن الحديثة شعبيةً.
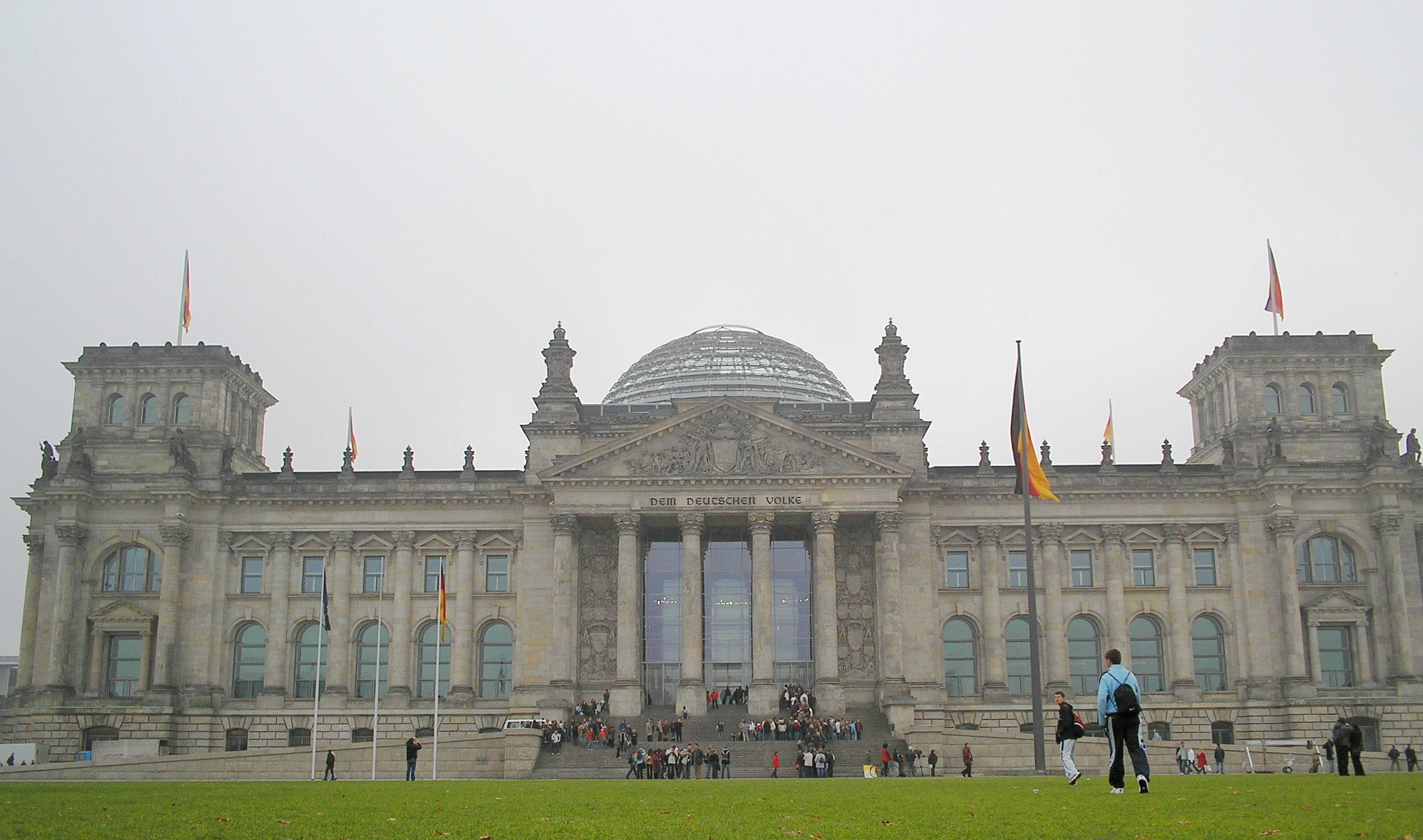
إعادة تشييد مبنى الرايخستاغ بألمانيا
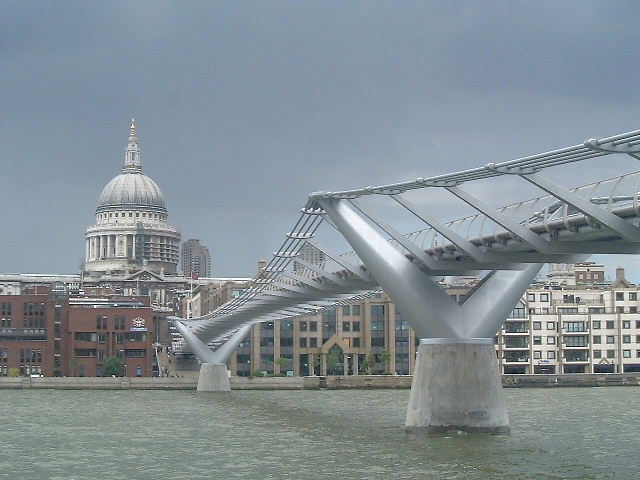
جسر الألفية
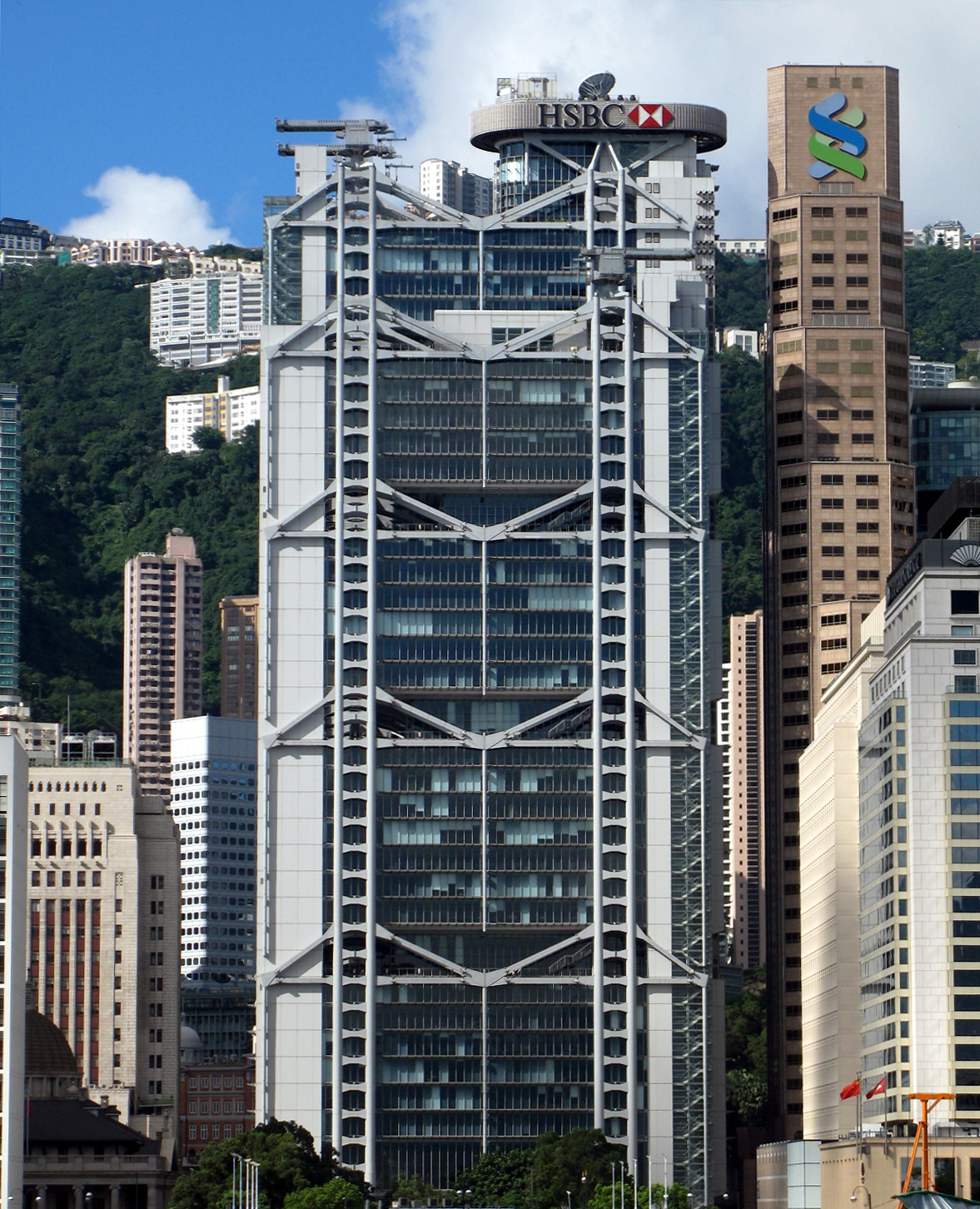
مبنى إتش إس بي سي بهونغ كونغ
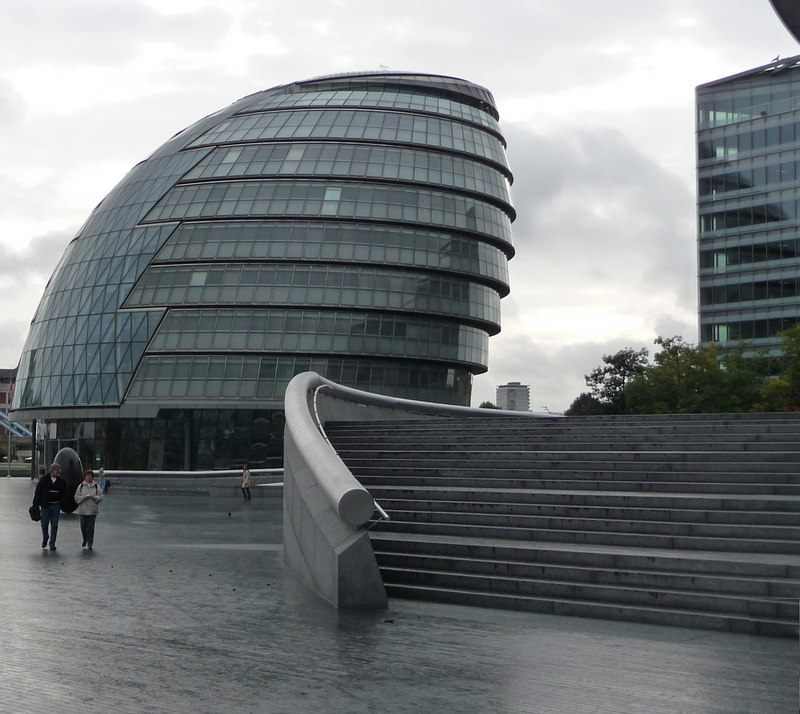
مبنى بلدية لندن
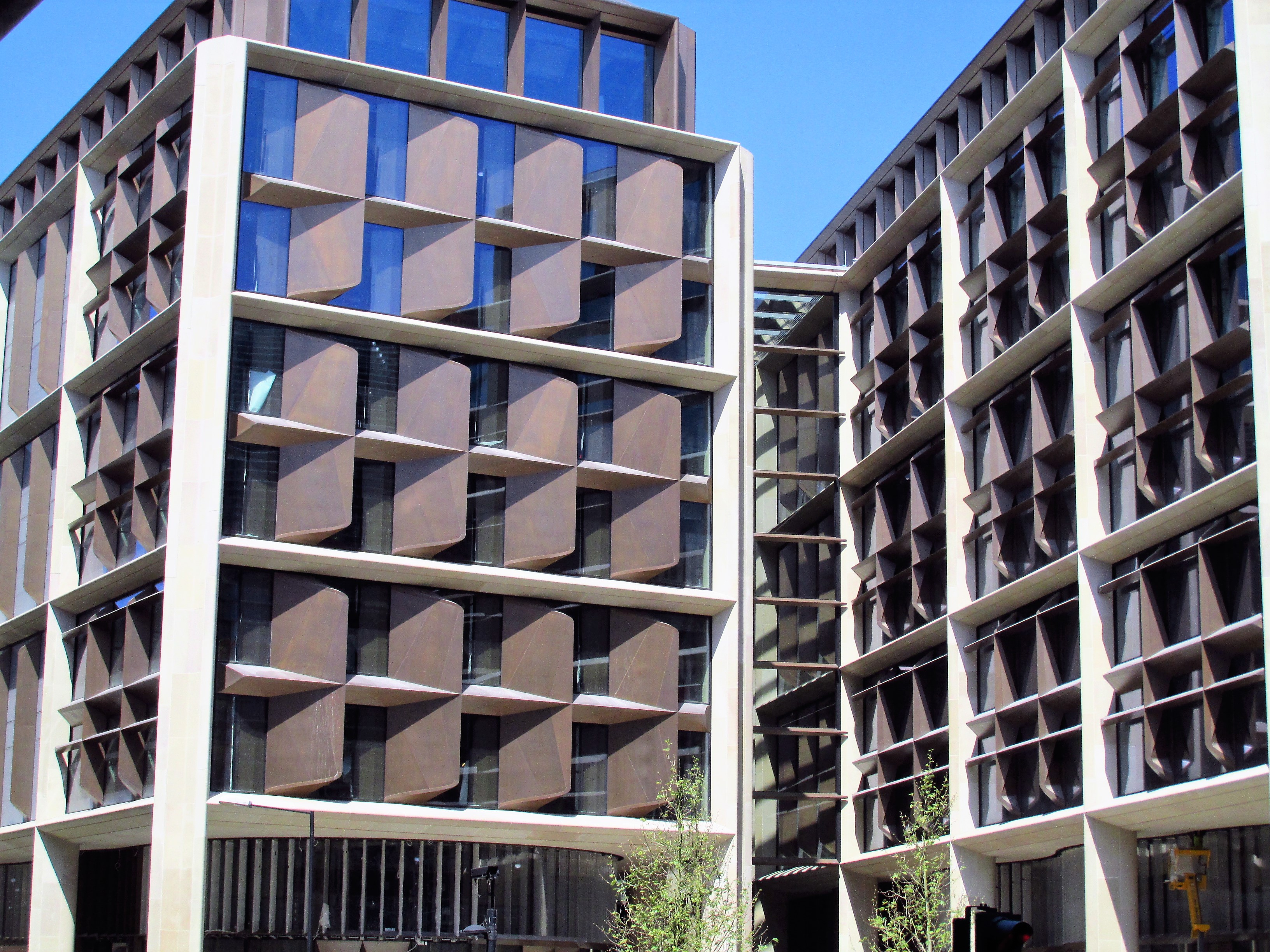
مقرات بلومبورغ الأوروبية بلندن
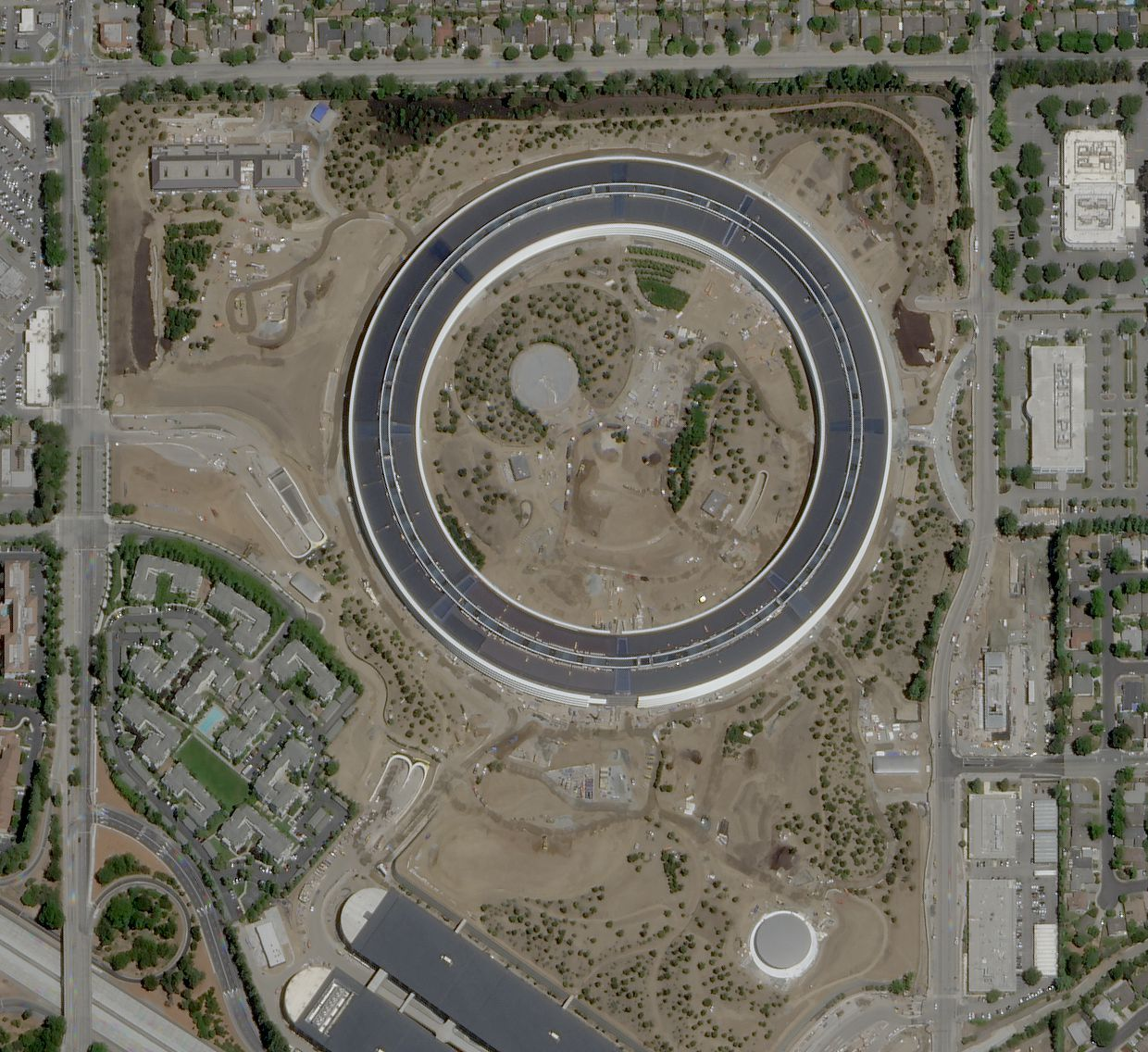
حديقة أبل

## وصلات خارجية
- موقع فوستر + بارتنرز الرسمي (بالإنجليزية)